# Île Minamiiwo
L'île Minamiiwo (南硫黄島, Minami Iōtō, litt. « île Iwo du sud ») est une île du Japon faisant partie de la chaîne Kazan, dans l'archipel Ogasawara (sous-préfecture d'Ogasawara). L'île a une superficie de 3,54 km2. C'est l'île la plus méridionale de l'archipel Nanpō qui s'étire du sud de Honshū jusqu'aux îles Mariannes, appartenant aux États-Unis, au sud.

## Géographie
L'île se trouve à 1 278 kilomètres au sud de Tokyo, elle se trouve à 58 kilomètres au sud-sud est de l’île de Iwo Jima . Farallon de Pajaros, l'île la plus septentrionale des îles Mariannes du Nord, se trouve à 600 kilomètres plus au sud. La frontière entre les États-Unis et le Japon passe par une médiane située à 200 miles de ces deux points.

## Dans la culture populaire
- L'île est l'emplacement de Mahoutokoro, l'école japonaise de sorcellerie dans l'univers fictif de Harry Potter. Le château de Mahoutokoro est situé au sommet du volcan éteint et est construit en jade blanc pur et entouré par des mers orageuses, sans aucun habitant moldu, et très proche d'une base de l'armée de l'air japonaise[1].

- Un épisode de l'émission télévisée The Time Tunnel, intitulé " Kill Two by Two ", s'est déroulé sur l'île, bien que dans l'émission, elle ait été décrite comme une île tropicale luxuriante avec beaucoup de végétation et d'eau douce.